# زیارت‌تمرخان
زیارت‌تمرخان، روستایی از توابع بخش مرکزی شهرستان ثلاث باباجانی در استان کرمانشاه ایران است.این روستا در سال‌های ۱۳۶۲ تا سال ۱۳۶۴ توسط بنیاد مسکن برای اهالی دو روستای جنگ زده زیارت تمرخان و لاباغ در قالب ۷۱ خانوار   ( هر خانوار درقطعه زمینی به مساحت تقریبی ۴۰۰ متر مربع شامل واحدهای مسکونی و دامی) برای روستائیان ساخته شد. وبا افزایش تعداد خانوارها و تبدیل بسیاری از واحدهای دامی به مسکونی هم‌اکنون بالغ بر ۲۰۰ خانوار با جمعیتی بیش از ۱۰۰۰نفر در آن ساکن هستند و در جریان زلزله سال ۱۳۹۶ دچار آسیب جدی شد .

## جمعیت
این روستا در دهستان دشت حر قرار دارد و براساس سرشماری مرکز آمار ایران در سال ۱۳۸۵، جمعیت آن ۸۶۵ نفر (۱۸۰خانوار) بوده‌است.